# 佐藤清彦
佐藤 清彦（さとう きよひこ、1930年2月17日 - ）は、日本のノンフィクション作家。

## 人物・来歴
宮城県生まれ。早稲田大学文学部卒。読売新聞社を経て、ノンフィクション作家。

## 著書
- 『大冤罪 死刑後、犯人出づ』イクォリティ、1986.9.
- 『やぶにらみ・法律記事 その混迷、過誤そして偏見』日本評論社、1986.1.
- 『ねらい撃ち・法律記事 その混迷、過誤そして偏見』日本評論社、1990.2.
- 『奇談追跡 幕末・明治の破天荒な犯罪者達』大和書房、1991.1.
- 『奇人・小川定明の生涯』1993.1. 朝日文庫
- 『おなら考 川柳・小咄・都々逸から平賀源内、一茶に西鶴、蜀山人、外骨、百鬼園まで織り込んだ奇談・哀話・滑稽譚の数々』青弓社、1994.3. のち文春文庫
- 『脱獄者たち 管理社会への挑戦』青弓社、1995.11. のち小学館文庫
- 『贋金王』青弓社、1997.6.
- 『にっぽん心中考』青弓社、1998.11. のち文春文庫
- 『ああ勲章』青弓社、寺子屋ブックス  2000
- 『土壇場における人間の研究 ニューギニア闇の戦跡』芙蓉書房出版、2003.10.

## 参考
- 文藝年鑑2010
- 土壇場における人間の研究―ニューギニア闇の戦跡 - 紀伊国屋書店BookWeb